# 哈斯克爾縣 (奧克拉荷馬州)
哈斯克爾縣（英語：Haskell County）位美国奧克拉荷馬州東部的一個縣，面積1,619平方公里。根据2020年美國人口普查，共有人口11,561人。縣治史蒂格勒（Stigler）。該縣成立於1907年7月16日，縣名紀念奧克拉荷馬州首任州長查爾斯·N·哈斯凱爾 （Charles Nathaniel Haskell）。